# Phong Điền, Cần Thơ
Phong Điền là một xã thuộc thành phố Cần Thơ, Việt Nam.

## Địa lý
Xã Phong Điền có vị trí địa lý:
- Phía đông giáp phường Long Tuyền
- Phía tây giáp xã Trường Thành

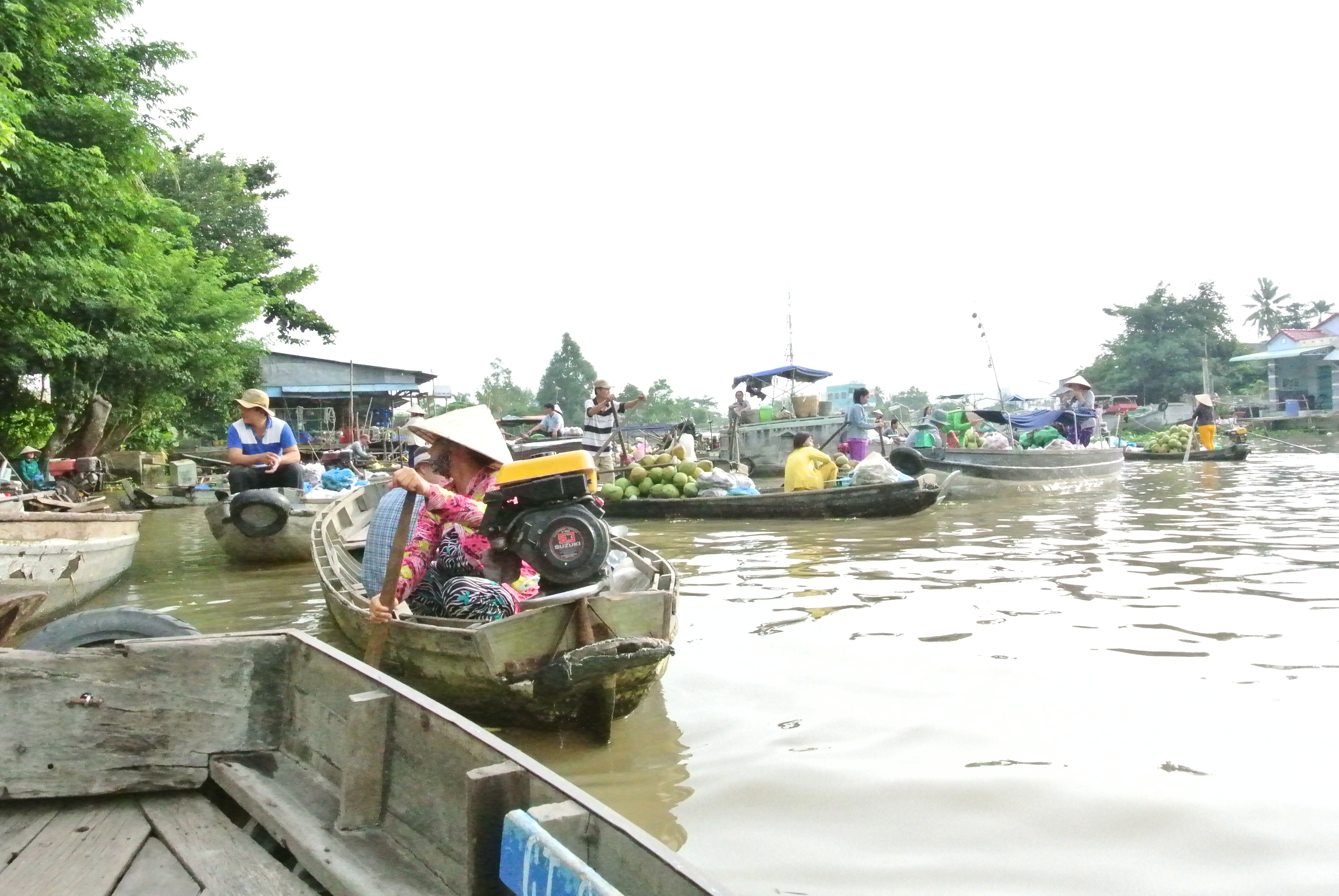
Một góc chợ nổi Phong Điền

- Phía nam giáp phường An Bình và các xã Nhơn Ái, Trường Long
- Phía bắc giáp phường Phước Thới và phường Thới An Đông.

Xã Phong Điền có diện tích 45,58 km², dân số năm 2024 là 51.949 người, mật độ dân số đạt 1.139 người/km².

## Lịch sử
Ngày 20 tháng 9 năm 1975, Bộ Chính trị ban hành Nghị quyết số 245-NQ/TW về việc hợp nhất tỉnh Cần Thơ (ngoại trừ huyện Thốt Nốt), tỉnh Sóc Trăng, tỉnh Trà Vinh, tỉnh Vĩnh Long thành một tỉnh, tên gọi tỉnh mới cùng với nơi đặt tỉnh lỵ sẽ do địa phương đề nghị lên.
Ngày 20 tháng 12 năm 1975, Bộ Chính trị ban hành Nghị quyết số 19/NQ về việc hợp nhất tỉnh Cần Thơ (bao gồm cả huyện Thốt Nốt của tỉnh Long Xuyên), tỉnh Sóc Trăng thành một tỉnh mới, tên gọi tỉnh mới cùng với nơi đặt tỉnh lỵ sẽ do địa phương đề nghị lên.
Ngày 24 tháng 2 năm 1976, Chính phủ Cách mạng lâm thời Cộng hòa miền Nam Việt Nam ban hành Nghị định số 3/NQ/1976 về việc hợp nhất tỉnh Cần Thơ, tỉnh Sóc Trăng và thành phố Cần Thơ thành một tỉnh mới, lấy tên là tỉnh Hậu Giang.
Ngày 21 tháng 4 năm 1979, Hội đồng Chính phủ ban hành Quyết định số 174-CP về việc:
- Sáp nhập xã Giai Xuân thuộc huyện Châu Thành vào thành phố Cần Thơ quản lý.
- Xã Tân Thới thuộc huyện Ô Môn.

Ngày 26 tháng 12 năm 1991, Quốc hội ban hành Nghị quyết về việc chia tỉnh Hậu Giang thành tỉnh Cần Thơ và tỉnh Sóc Trăng.
Ngày 26 tháng 11 năm 2003, Quốc hội ban hành Nghị quyết số 22/2003/QH11 về việc chia tỉnh Cần Thơ thành thành phố Cần Thơ trực thuộc trung ương và tỉnh Hậu Giang.
Ngày 2 tháng 1 năm 2004, Chính phủ ban hành Nghị định số 05/2004/NĐ-CP về việc:
- Thành lập huyện Phong Điền thuộc thành phố Cần Thơ.
- Chuyển xã Giai Xuân thuộc thành phố Cần Thơ và xã Tân Thới thuộc huyện Ô Môn về huyện Phong Điền mới thành lập quản lý.

Ngày 16 tháng 1 năm 2007, Chính phủ ban hành Nghị định số 11/2007/NĐ-CP về việc thành lập thị trấn Phong Điền – thị trấn huyện lỵ huyện Phong Điền trên cơ sở điều chỉnh 753,82 ha diện tích tự nhiên và 11.852 nhân khẩu của xã Nhơn Ái.
Ngày 12 tháng 6 năm 2025, Quốc hội ban hành Nghị quyết số 202/2025/QH15 về việc sắp xếp đơn vị hành chính cấp tỉnh (nghị quyết có hiệu lực từ ngày 12 tháng 6 năm 2025). Theo đó, sáp nhập tỉnh Hậu Giang và tỉnh Sóc Trăng vào thành phố Cần Thơ.
Ngày 16 tháng 6 năm 2025:
- Quốc hội ban hành Nghị quyết số 203/2025/QH15[13] về việc Sửa đổi, bổ sung một số điều của Hiến pháp nước Cộng hòa xã hội chủ nghĩa Việt Nam. Theo đó, kết thúc hoạt động của đơn vị hành chính cấp huyện trong cả nước từ ngày 1 tháng 7 năm 2025.
- Ủy ban Thường vụ Quốc hội ban hành Nghị quyết số 1668/NQ-UBTVQH15[1] về việc sắp xếp các đơn vị hành chính cấp xã của thành phố Cần Thơ năm 2025 (nghị quyết có hiệu lực từ ngày 16 tháng 6 năm 2025). Theo đó, thành lập xã Phong Điền thuộc thành phố Cần Thơ trên cơ sở toàn bộ 17,82 km² diện tích tự nhiên, quy mô dân số là 18.150 người của xã Tân Thới; toàn bộ 19,63 km² diện tích tự nhiên, quy mô dân số là 19.234 người của xã Giai Xuân và toàn bộ 8,13 km² diện tích tự nhiên, quy mô dân số là 14.565 người của thị trấn Phong Điền thuộc huyện Phong Điền.

Xã Phong Điền có 45,58 km² diện tích tự nhiên và quy mô dân số là 51.949 người.

## Hình ảnh

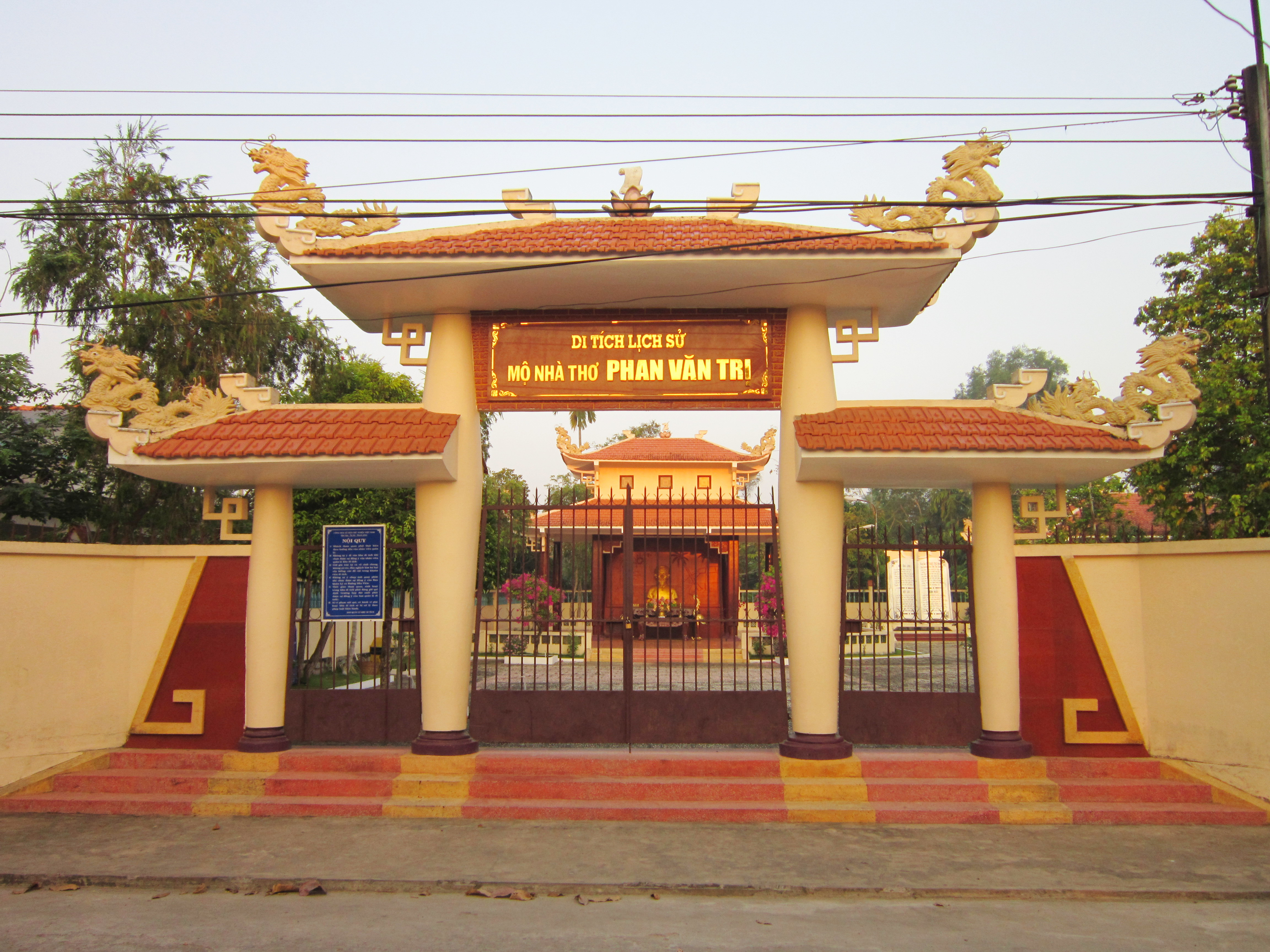
Khu đền thờ và mộ Phan Văn Trị
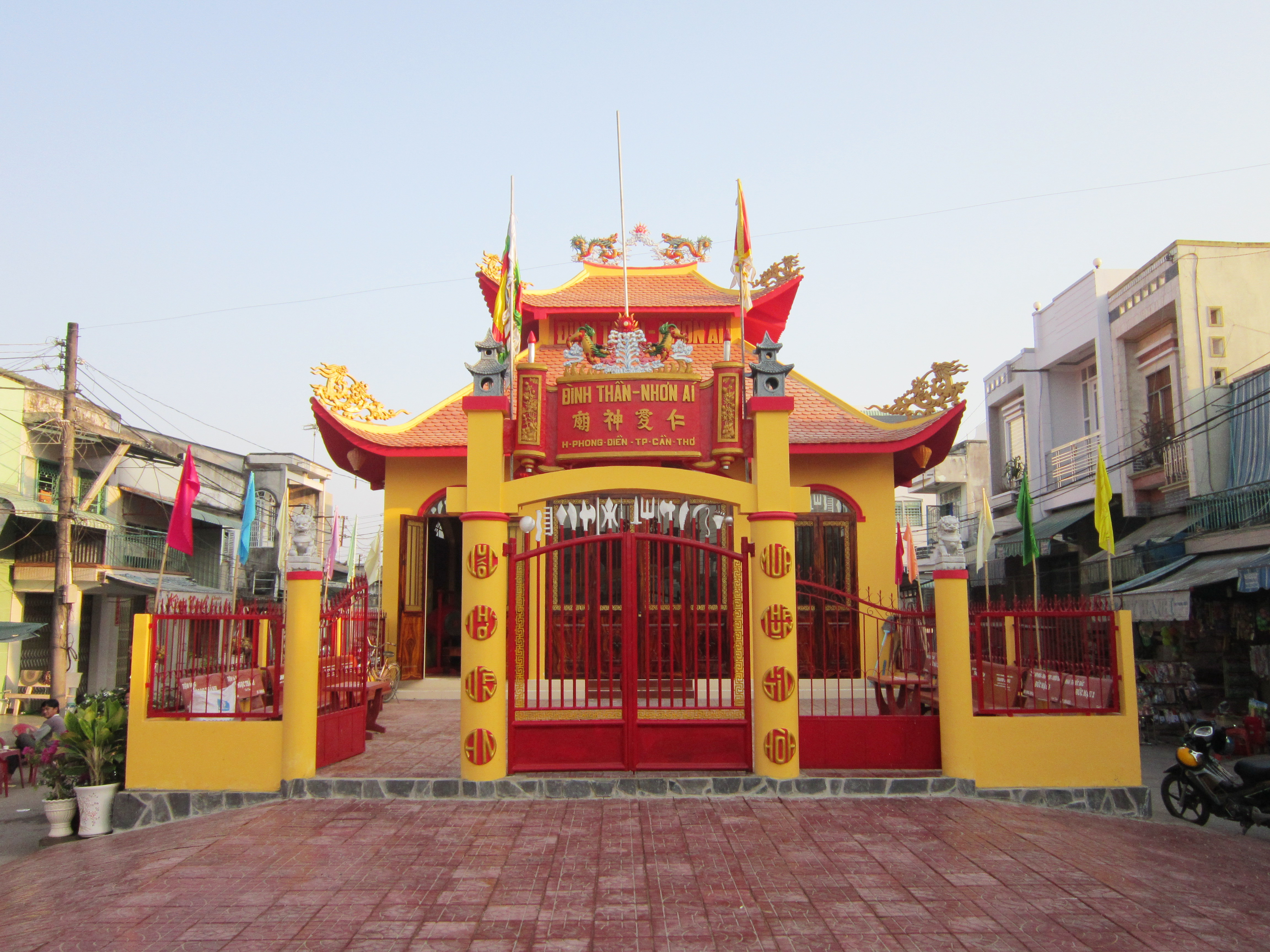
Đình thần Nhơn Ái tại khu chợ cũ
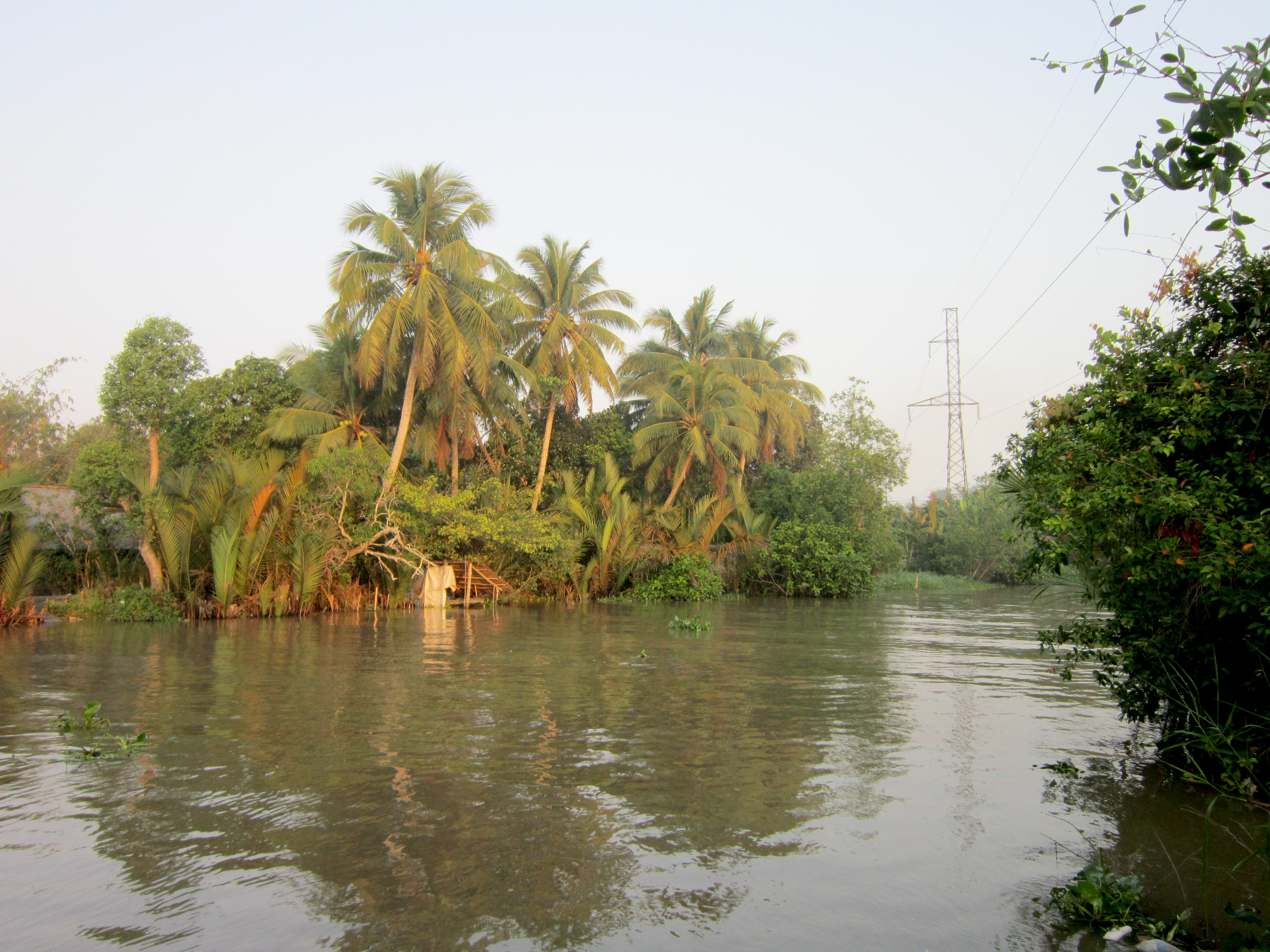
Rạch Trà Niềng